# Nicolás Castellanos
Antonio Nicolás Castellanos Franco, O.S.A. (Mansilla del Páramo, León, 18 de febrero de 1935-Santa Cruz de la Sierra, Bolivia, 19 de febrero de 2025), fue un religioso agustino, obispo de Palencia (1978-1991), y misionero español en Bolivia. Alcanzó celebridad por su renuncia a la diócesis de Palencia en 1991 para dedicarse a las misiones. Galardonado con el premio Príncipe de Asturias de la Concordia de 1998, y candidato al premio Nobel de la Paz 2022.

## Biografía
Ingresó aún adolescente en la Orden de San Agustín y realizó sus primeros votos en Palencia el 10 de septiembre de 1953; tras realizar sus estudios eclesiásticos en el monasterio burgalés de Santa María de la Vid, fue ordenado sacerdote el 12 de julio de 1959. En 1973 fue elegido provincial de los agustinos. Cuando disfrutaba de su segundo mandato como provincial, le llegó en julio de 1978 el nombramiento de obispo de Palencia, recibiendo la ordenación episcopal el 30 de septiembre del mismo año, de manos del nuncio apostólico Luigi Dadaglio.
En 1991 presentó su renuncia como obispo, que le fue concedida el 4 de septiembre por Juan Pablo II. Marchó entonces como misionero a Santa Cruz de la Sierra, Bolivia, llevando consigo un nutrido grupo de laicos y de sacerdotes obreros. Con ellos inició el Proyecto Hombres Nuevos, para tratar de mejorar las condiciones de vida en los barrios más desfavorecidos de aquella ciudad boliviana. A lo largo de los años ha ido poniendo en marcha diversos proyectos para atender a mujeres y a la población infantil: comedores, centros escolares, viviendas sociales y hospitales. Todo ello lo compagina con periódicas visitas a España, para acarrear fondos y pronunciar conferencias.
Por su labor ha recibido diversos premios en España y en Bolivia, siendo el más prestigioso de ellos el Premio Príncipe de Asturias de la Concordia, que le otorgaron en 1998 junto con Vicente Ferrer, Joaquín Sanz Gadea y Muhammad Yunus.
En 1998 le fue otorgada la Medalla al Mérito Municipal por el Concejo Municipal de Santa Cruz de la Sierra; en 1999 es designado "Leonés del año"; ese mismo año le es otorgado el Premio Príncipe de Asturias de la Concordia, por  "su trabajo abnegado y tenaz y su contribución ejemplar en áreas geográficas y en actividades distintas". En 2001 la Asociación Española de Fabricantes de Juguetes le otorga el Premio a la labor humanitaria a favor de los niños pobres; en 2002 la Comunidad de Castilla y León le concede el Premio Valores Humanos. En 2006 el Gobierno español de Rodríguez Zapatero le otorga la Medalla de Oro al Trabajo, que le es impuesta en agosto del mismo año por la vicepresidenta María Teresa Fernández de la Vega en el curso de una visita de estado por Bolivia.
En 2010 televisión española dedicó un reportaje en su programa "En Portada" a la vida de Castellanos y a su proyecto en Bolivia por el cual rtve recibió el premio de televisión de Manos Unidas Es primo del físico Antonio Castellanos Mata. En 2015 fue nombrado hijo adoptivo de Palencia.
Falleció por complicaciones derivadas de un íctus el día 19 de febrero de 2025.

## Obra
Desde el Plan 3000, uno de los barrios más pobres de la ciudad de Santa Cruz de la sierra, en el Distrito Municipal N.º 8, en Bolivia, preside la fundación Hombres Nuevos. 
La fundación gestiona directamente 15 colegios, han conseguido la escolarización de más de 15.000 niños, cuentan con una escuela universitaria de teatro, de informática y turismo. Tienen un programa de becas escolares con más de 500 universitarios. Gestiona el único hospital del Plan 3000, cinco comedores infantiles, un programa de salud en los colegios, dos centros de día para niños trabajadores, un hogar para invidentes y un vivero de microempresas. Entre las construcciones realizadas por la fundación están la ciudad de la alegría, una zona con áreas recreativas como piscina y escuela deportiva; la plaza del mechero, un entorno recreativo; pozos de agua, viviendas sociales e iglesias. También cuenta con un programa de animación sociocultural, una banda de música, una orquesta sinfónica, y un centro cultural.
En palabras del propio Nicolás en el documental "En Portada" de RTVE: “Por 200€ un joven que hubiera sido candidato a delincuente ha estudiado un año en la universidad pública. Estamos formando profesionales con sensibilidad social [...] En el norte os sobran medios para vivir, pero os faltan razones para existir. En el sur carecemos de casi todos los medios pero nos sobran razones para vivir.”

## Obras
- 2022: Cartas desde las periferias. Prólogo de José María Castillo Sánchez. ISBN 9788409364596
- 2021: Memorias. Vida, Pensamiento e Historia de un Obispo del Concilio Vaticano II Prólogo de José Bono. (4.ª edición, 2022). ISBN 9788409311835
- 2021: Renovación en el Espíritu después del coronavirus. ISBN 9788433031297
- 2016: El Espíritu sopla desde el Sur. Las reformas de Francisco. ISBN 9788428829236
- 2013: Otro rostro de la Iglesia en el mundo de hoy. Otro mundo posible, otra Iglesia factible. ISBN 9783639520934
- 2012: Resistencia, profecía y utopía en la Iglesia hoy. ISBN 9788425430978
- 2010: Ser cristiano en el Norte con el Sur al fondo. ISBN 9788428823104